# Dasistoma macrophylla
Dasistoma macrophylla – gatunek rośliny z rodziny zarazowatych (Orobanchaceae) i monotypowego rodzaju Dasistoma. Występuje w środkowych i wschodnich Stanach Zjednoczonych.
Roślina półpasożytnicza, zwykle roczna, czasem krótkotrwała bylina. Rośnie w suchych i świeżych lasach, w zaroślach, na prerii, nad strumieniami.

## Morfologia
PokrójRoślina zielna o łodygach wzniesionych, omszonych i obłych, rozgałęziających się w górnej części i osiągających wysokość od 80 do 200 cm.
LiścieUstawione naprzeciwlegle i osadzone na ogonkach. Blaszki liściowe dolnych liści są szerokojajowate i głęboko pierzastodzielne. Wyższe liście są coraz płycej wcinane i węższe, w końcu najwyższe liście są lancetowate i całobrzegie.
KwiatyZebrane po kilka w szczytowe kwiatostany groniaste. Kwiaty są szypułkowe i wsparte są przysadkami. Kielich jest 5-działkowy, słabo grzbiecisty – cztery dolne działki są rozdzielone do połowy, podługowate i tępe. Górna działka jest krótsza i węższa. Korona jest żółta, dzwonkowata, gęsto owłosiona wewnątrz, zakończona 5 łatkami podobnej wielkości. Pręciki są cztery, dwusilne, schowane lub nieco wystające z rurki korony; ich nitki są owłosione. Zalążnia jest jajowata do kulistawej, dwukomorowa z szyjką zakończoną główkowatym lub dwudzielnym znamieniem.
OwoceOwalne lub kulistawe, nagie torebki o długości 9–12 mm. Zawierają kilkadziesiąt słomiastych lub brązowych, nieco kanciastych nasion pozbawionych skrzydełek.